# Tiếng Tày Mười
Tiếng Tày Mười, Tai Meuay hay Tai Meuy là một ngôn ngữ Thái Tây Nam được sử dụng ở tỉnh Bolikhamxay, Lào. Các bằng chứng ngữ âm học và nhân chủng học cho thấy nó có quan hệ gần gũi nhất với tiếng Tai Daeng (Thái Đỏ). Tiếng Tày Mười cũng thể hiện những nét tương đồng về mặt từ vựng với các ngôn ngữ Thái tại tỉnh Nghệ An. 
Tiếng Tày Mười đã được Souksada Soutthixay ghi lại. 

## Nhân khẩu học
Tiếng Tày Mười được nói ở huyện Khamkeut, huyện Pakkading, và huyện Viengthong của tỉnh Bolikhamxay, Lào và cả ở các khu vực lân cận khác ở miền trung Lào.
Có hai nhóm dân tộc Tai Meuay:
- Tai Meuay Katip Nyeu ("Tai Meuay giỏ lớn")
- Tai Meuay Katip Noi ("Tai Meuay giỏ nhỏ")